# Thỏ Inaba

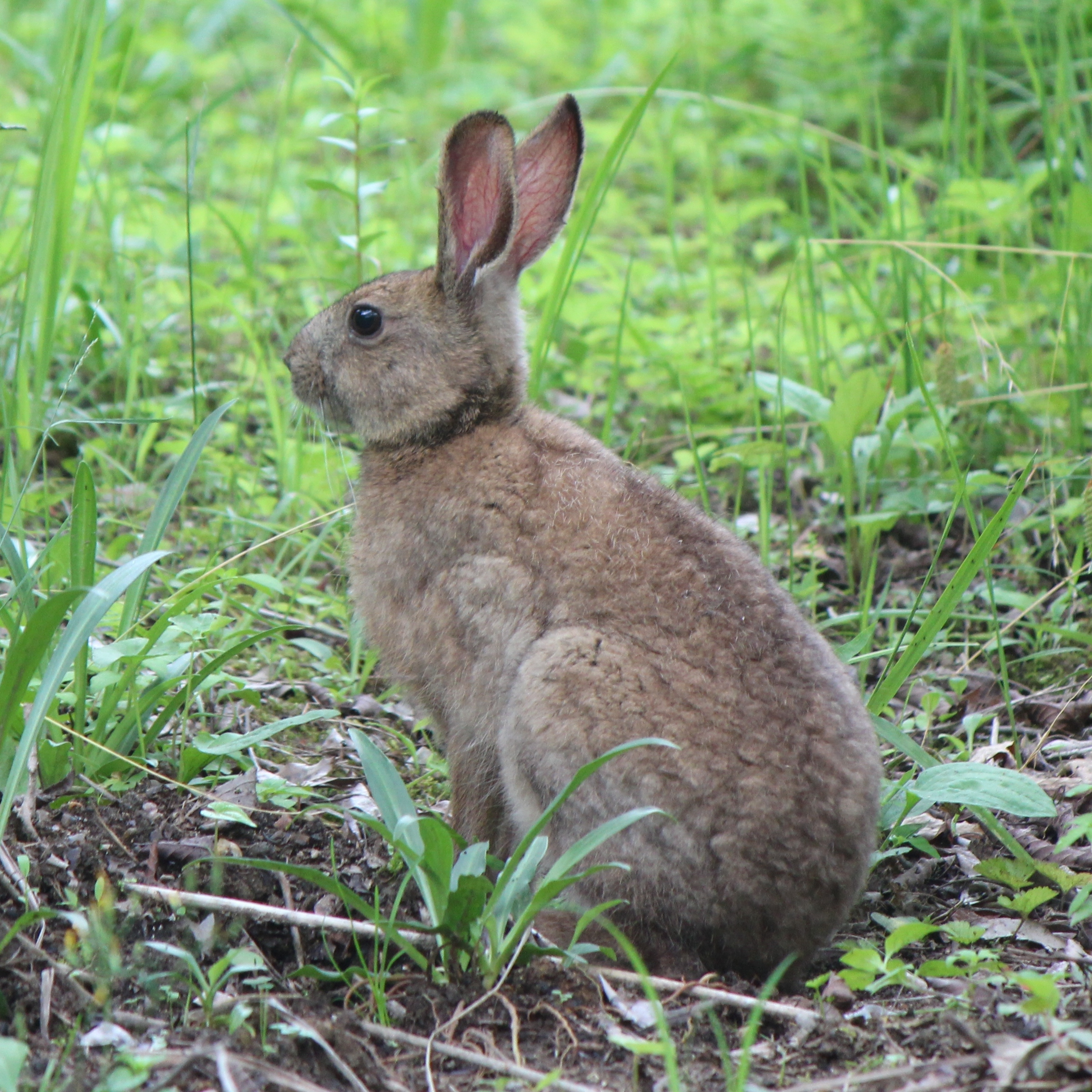
Loài thỏ rừng Nhật Bản là nguyên tác cho hình tượng con thỏ Ibana

Thỏ Inaba (tiếng Nhật Bản: 因幡の白兎/Inaba no Shirousagi?) là một con thỏ trong thần thoại Nhật Bản được xây dựng dựa trên các con thỏ rừng Nhật Bản, trong văn hóa Nhật Bản có thể dẫn chiếu đến hai huyền thoại khác nhau của Nhật Bản, cả hai đều từ tỉnh cổ Inaba, bây giờ phần đông của Tottori. Truyền thuyết thỏ Inaba thuộc denrai Izumo, hay truyền thống của những huyền thoại có nguồn gốc từ vùng Izumo. Thỏ Inaba là một phần thiết yếu của các huyền thoại của thần Shinto ōkuninushi.
Chú thỏ trong truyền thuyết là Lepus brachyurus, hay thỏ Nhật Bản, có thể là phân loài được tìm thấy trên quần đảo Oki được biết đến như Lepus brachyurus okiensis. Thỏ Nhật Bản dài khoảng 43 cm đến 54 cm chiều dài và nhỏ hơn nhiều so với thỏ phổ biến ở châu Âu. Thỏ Nhật Bản thường có màu nâu, nhưng có thể chuyển sang màu trắng trong mùa đông tại các khu vực có nhiều mùa khác nhau, chẳng hạn như ở khu vực Inaba.

## Phiên bản Kojiki
Một phiên bản của câu chuyện của 'Chú thỏ vùng Inaba' được tìm thấy trong Kojiki, biên niên sử lâu đời nhất còn tồn tại ở Nhật Bản, có từ thế kỷ thứ 8 (711-712). Truyền thuyết xuất hiện ở phần đầu tiên trong ba phần của biên niên sử Kojiki là Kamitsumaki, còn được gọi là Jindai no Maki, hay "Tập về Thời đại các vị thần". Phần này của biên niên sử Kojiki kể lại những huyền thoại liên quan đến sự hình thành Nhật Bản trước khi sự ra đời của Hoàng đế Jimmu, Hoàng đế đầu tiên của Nhật Bản.
Trong phiên bản Kojiki, một chú thỏ đã lừa được các con cá mập (wanizame) để làm thành một cầu nối để đi từ đảo Oki đến mũi (Cape) Keta. Mũi Keta ngày nay được xác định cùng với Bờ biển Hakuto ở thành phố Tottori. Chú thỏ này đã thách những con cá mập xem 'băng đảng' (clan) của chúng hay của chú thỏ lớn hơn - Nghe vậy, những con cá mập xếp thành một hàng trên biển. Chú thỏ sau đó nhảy trên từng con một, vừa nhảy vừa đếm. Gần đến đích, chú thỏ kêu lên là chính chú đã lừa dối những con cá mập để sử dụng chúng như một cây cầu. Con cá mập cuối cùng tấn công chú thỏ, rứt lông của thỏ ra.
Thần Ōkuninushi và 80 anh em của mình đang đi du lịch qua vùng Inaba để cầu hôn (woo) công chúa Yakami của Inaba. Trong khi các anh em thần đang trên con đường đến thăm công chúa, chú thỏ bị thương chặn họ lại và yêu cầu giúp đỡ. Thay vì giúp thỏ, họ khuyên chú tắm ở biển và hong khô trong gió, thực ra là làm cho chú đau đớn hơn. Ngược lại, thần Ōkuninushi, không giống các anh của mình, đã khuyên thỏ để tắm trong nước ngọt từ cửa sông, và sau đó cuộn mình trong phấn của hoa đuôi mèo (cattail). Cơ thể của chú thỏ đã được "phục hồi trở lại trạng thái ban đầu", và sau khi hồi phục, lộ nguyên hình là một vị thần. Trong lòng biết ơn, thỏ nói với Ōkuninushi, người em út trong 81 anh em, rằng anh sẽ kết hôn với công chúa Yakami.
Truyền thuyết 'chú thỏ Inaba' nhấn mạnh sự từ bi của thần Ōkuninushi, người sau này được thờ tại Izumo-Taisha. Các học giả Nhật Bản từ lâu giải thích cuộc đấu tranh giữa thần Ōkuninushi và 80 người anh em phẫn nộ của mình như là một đại diện tượng trưng của nền văn minh và sự man rợ trong quá trình hình thành nhà nước Nhật Bản. Phiên bản 'chú thỏ vùng Inaba' trong biên niên sử Kojiki này giống với truyền thuyết tương tự ở Indonesia, Sri Lanka, và Ấn Độ.

## Phiên bản Ise ga Naru
Từ xa xưa, khi Nữ thần Mặt trời (Amaterasu) và đoàn tùy tùng đi xung quanh ranh giới Yakami ở Inaba, họ đang tìm kiếm một nơi thích hợp cho cung điện tạm thời, thì đột nhiên một chú thỏ trắng xuất hiện. Chú thỏ cắn quần áo Nữ thần Amaterasu và đưa Thần đến một nơi thích hợp cho cung điện tạm thời dọc theo núi Nakayama và núi Reiseki. Khoảng hai giờ đi bộ, cùng với thỏ trắng, nhóm của Nữ thần Amaterasu đã đến một đồng bằng trên đỉnh núi, mà giờ đây được gọi là Ise ga naru. Sau đó, thỏ trắng biến mất. Địa điểm trong truyền thuyết này ở trong thị trấn Yazu, thành phố Tottori, tỉnh Tottori (bao gồm 2 vùng Inaba và Houki cổ xưa), nơi đền Hakuto Jinja thờ thỏ trắng.
Ngày xưa, tại đảo Oki có một chú trắng. Một hôm, thỏ ta muốn đi sang đất Inaba (ngày nay là khu vực phía Đông của tỉnh Tottori) liền nói với lũ cá voi đang bơi ở eo biển rằng chúng ta thử đếm xem, cá voi và thỏ, ai nhiều hơn và hãy nằm kề nhau để đếm, cá voi liền nằm kề sát bên nhau. Thế là thỏ ta cứ việc bước trên lưng cá voi để sang bờ bên kia. Nhưng sau đó thỏ bị đám thanh niên đã đánh lừa thỏ. Ngày càng đau đớn, thỏ ngồi bên bờ biển khóc lóc thảm thiết. Có một chàng trai đi tới. Chàng là em út của đám thanh niên đã đánh lừa thỏ trước đó. Vì phải mang theo tất cả đồ đạc của các anh, nên chàng bị đi chậm cách xa với các anh mình. Người em thấy thỏ ta ngồi khóc bèn hỏi đầu đuôi câu chuyện và giúp thỏ. Truyền thuyết nói rằng, chàng trai có tấm lòng nhân hậu ấy, sau này trở thành một trong những vị thần "Đại quốc chủ mệnh"- tức vì thần vĩ đại, xây dựng lên đất nước Nhật Bản.